# 갓파 (소설)
〈갓파〉(일본어: 河童)는 아쿠타가와 류노스케가 1927년에 발표한 중편소설이다. 잡지 《개조》 3월호에 발표되었다.
2006년 아키하라 마사토시 감독이 영화화하였다.

## 같이 보기
- 키니코스 학파